# Kościół św. Józefa Rzemieślnika w Rabie Niżnej
Kościół św. Józefa Rzemieślnika w Rabie Niżnej – murowana świątynia rzymskokatolicka w miejscowości Raba Niżna, pełniąca funkcję kościoła parafialnego miejscowej parafii.

## Historia
Raba Niżna przynależała do parafii w Olszówce, co oznaczało konieczność dalekich dojazdów do kościoła. Dlatego, kiedy w 1982 hrabia Franciszek Borowski budował swój dwór, jedno z pomieszczeń przeznaczył na kaplicę i udostępnił ją mieszkańcom wsi. Przybyły do dworu na zaproszenie kolejnego właściciela – Jana Chomentowskiego, arcybiskup Adam Stefan Sapieha poświęcił kaplicę i nadał jej prawa kaplicy publicznej.
Po wojnie dwór wraz z kaplicą przejęli w zarządzanie księża Michalici, którzy prowadzili tu zakład wychowawczy dla chłopców. Po likwidacji zakładu kaplicą opiekowały się siostry Franciszkanki Rodziny Maryi, a następnie Franciszkanie. To jeden z nich – ojciec Henryk Bobowski był inicjatorem budowy we wsi kościoła, który powstał w 1970 roku. 12 lat później – 14 listopada 1982 w Rabie Niżnej erygowano samodzielną jednostkę parafialną pod wezwaniem św. Józefa Rzemieślnika.
Kościół okazał się niewystarczający dla potrzeb parafii, dlatego w późniejszych latach został znacznie przebudowany i powiększony. Dobudowano również wieżę z dzwonnicą. 15 października 1996 świątynię poświęcił kardynał Franciszek Macharski.
W 2023 r. proboszcz Michał Iwan zarządził wiele zmian w kościele, renowacja kielichów, renowacja ławek w kościele, renowacji drzwi wejściowych, naprawę mechanizmów dzwonów.

## Opis
Kościół w Rabie Niżnej to świątynia jednonawowa. Przy wejściu umieszczona jest tablica, upamiętniająca poświęcenie kościoła, zaś w przedsionku po prawej stronie znajduje się drewniany krzyż z figurą Chrystusa.
Nad ołtarzem znajduje się drewniana płaskorzeźba przedstawiająca św. Józefa Rzemieślnika, wykonana przez Zdzisława Kościelniaka. Ten sam artysta jest również autorem stacji Drogi Krzyżowej i  płaskorzeźby Ostatnia Wieczerza, zdobiącej ołtarz. Nad wizerunkiem patrona znajduje się witraż przedstawiający Ducha Świętego pod postacią gołębicy.
W lewej części nawy umieszczona jest drewniana chrzcielnica oraz obraz Miłosierdzie Boże i figura Matki Bożej Fatimskiej. Po prawej stronie na ścianie jest portret św. Jana Pawła II a pod nim znajduje się jego relikwia, ta relikwia to kropla krwi papieża, uwagę też przyciąga obraz Wniebowzięcie Najświętszej Maryi Panny, przeniesiony tu ze starej kaplicy.

## Obrazy

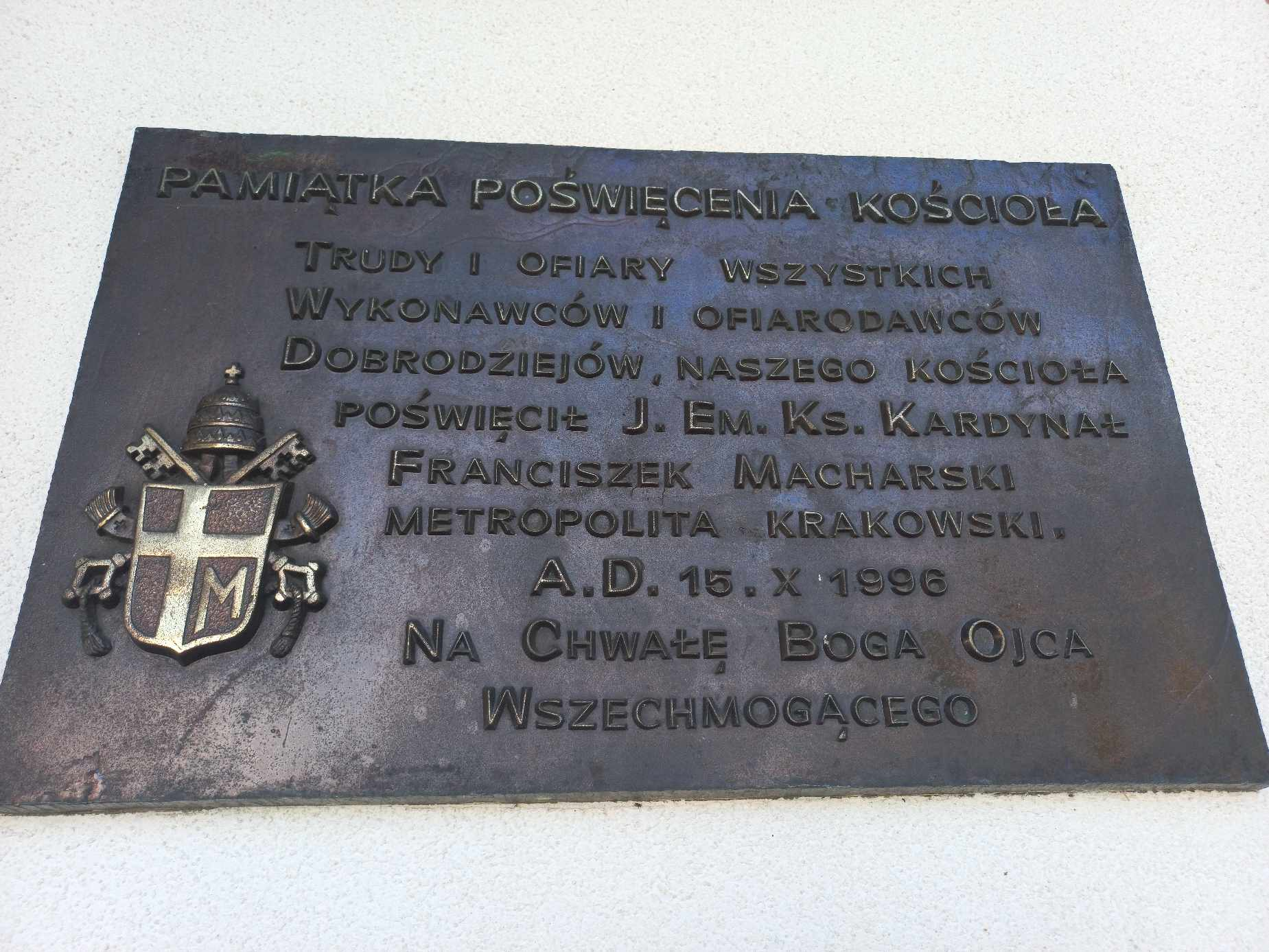
Tablica pamiątkowa poświęcenia kościoła w roku 1996.
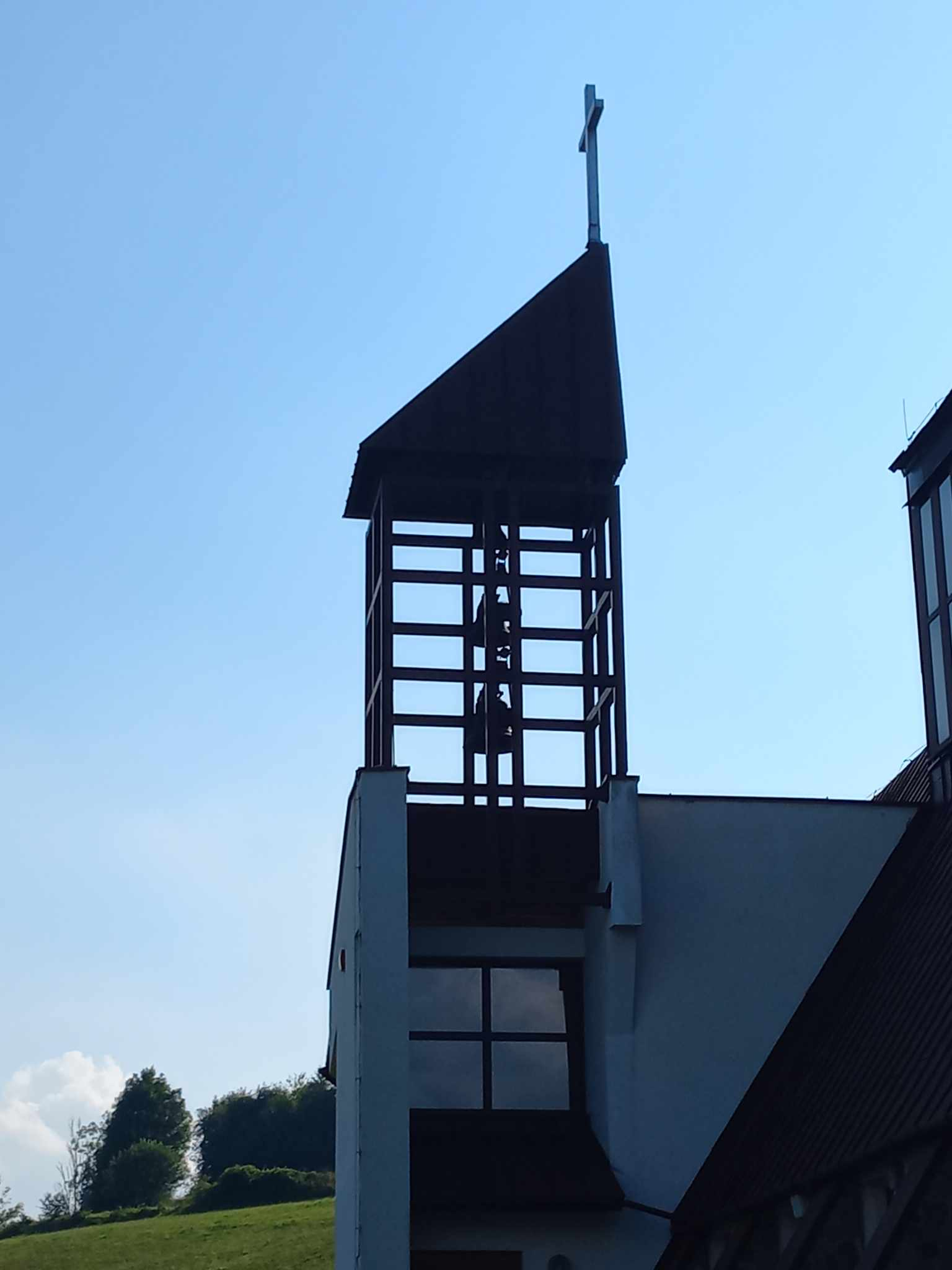
Dzwonnica kościoła, rok 2023.
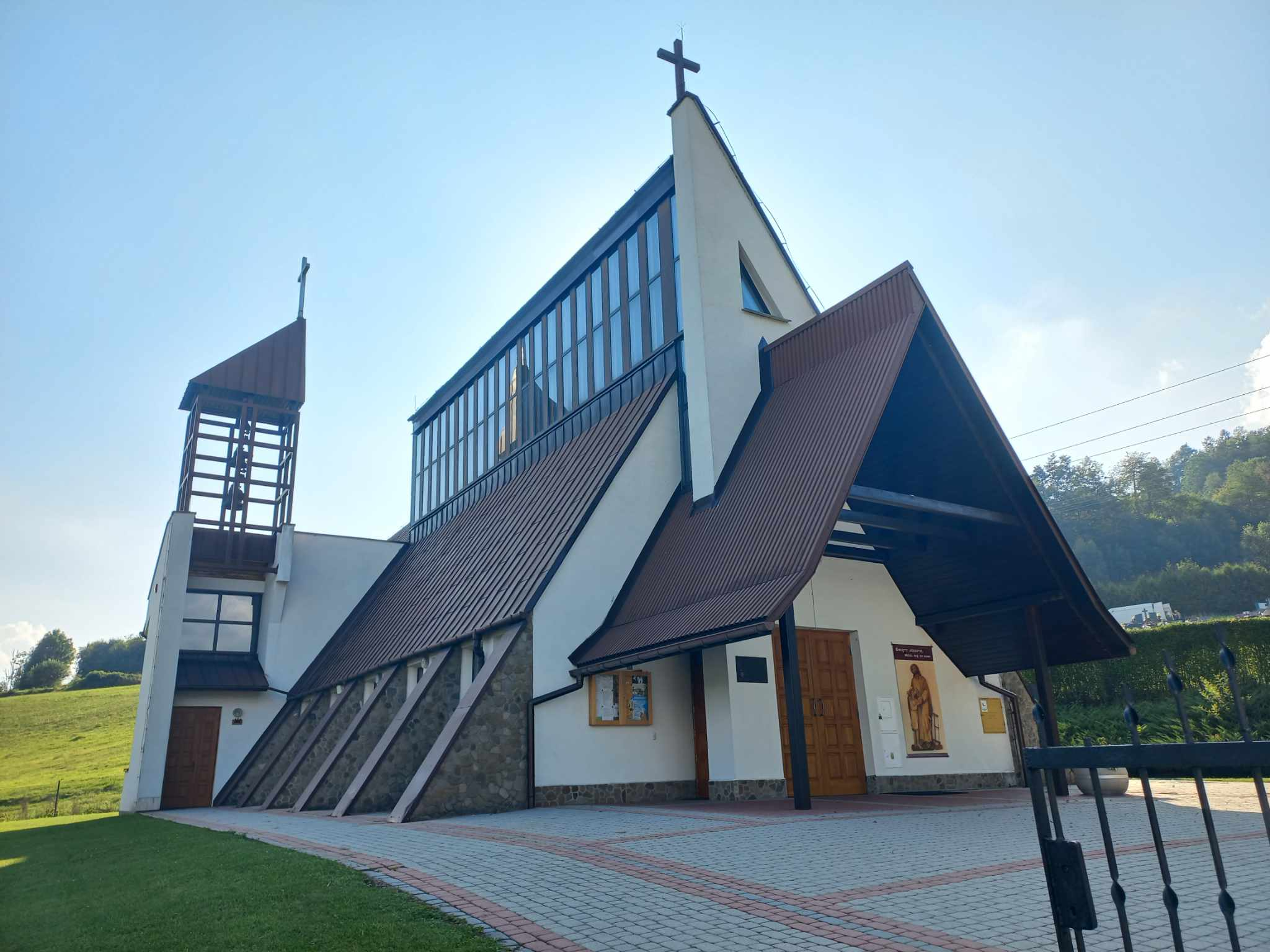
Widok ogólny kościoła, rok 2023.
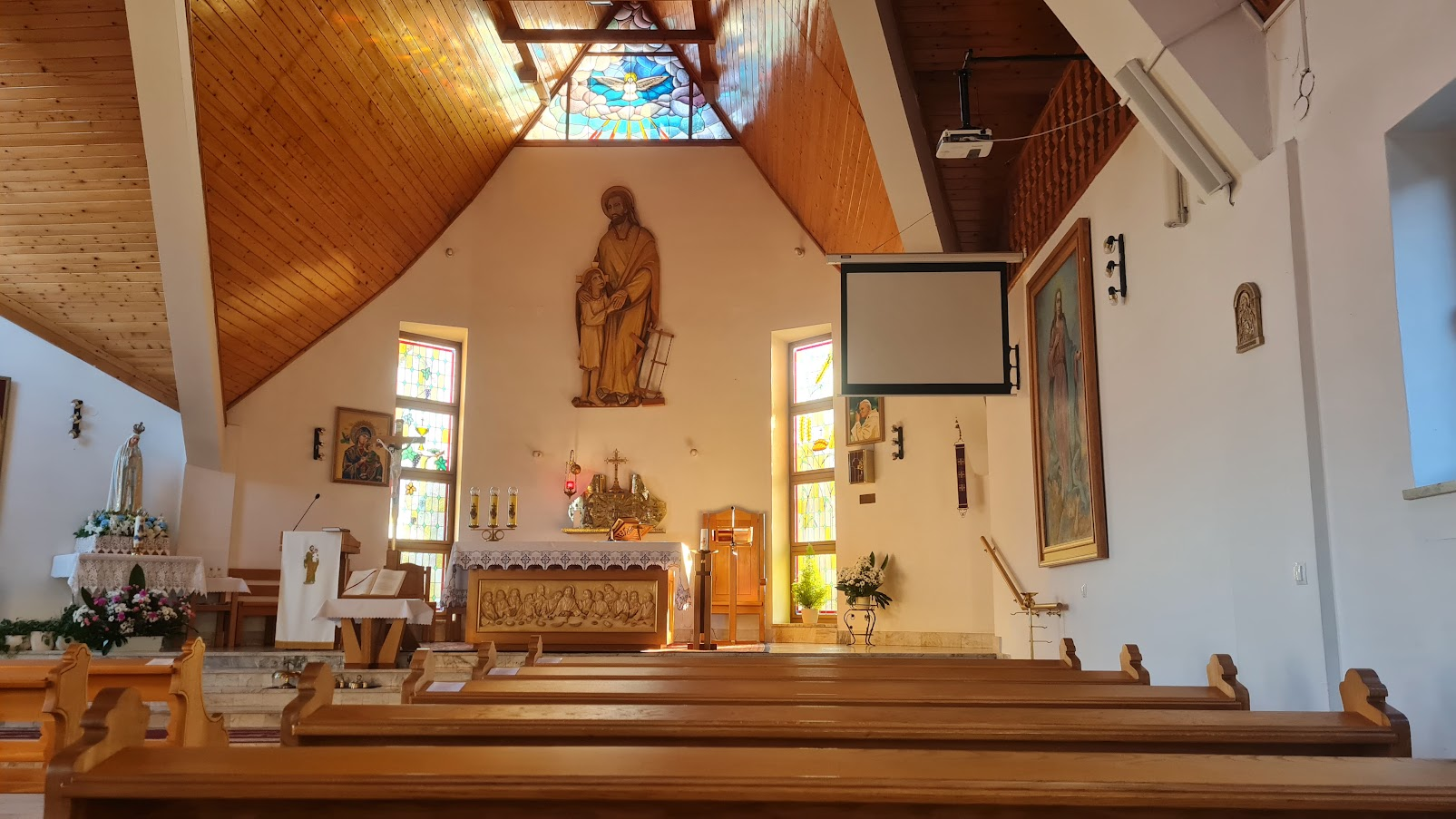
Wnętrze kościoła, rok 2025